# Geochelone atlas
Geochelone atlas – wymarły gatunek lądowego żółwia skrytoszyjnego, zamieszkującego obszar od północno-zachodnich Indii do wysp Indonezji (Jawa, Celebes) w pliocenie i plejstocenie. Niekiedy zaliczany do podrodzaju Megalochelys w obrębie rodzaju Geochelone, do odrębnego rodzaju Megalochelys, bądź – jako jedyny jego przedstawiciel – do rodzaju Colossochelys, lub też do rodzaju Testudo (przez autorów, którzy uznają Geochelone, Megalochelys i Colossochelys za młodsze synonimy rodzaju Testudo).
G. atlas był największym znanym żółwiem lądowym, osiągającym 2,5 m długości i ok. 1,8 m wysokości. Prawdopodobnie ważył około 1 tony. Ze znanych żółwi większe rozmiary osiągały tylko żyjące w oceanach kredowe rodzaje Archelon i Protostega. G. atlas prawdopodobnie wyglądał podobnie jak olbrzymi żółw słoniowy (Chelonoidis nigra) z Galapagos; podobnie jak on, G. atlas opierał swe ciało na czterech stopach podobnych do stóp słoni. Paleontolodzy sądzą, że żółw ten, jak większość przedstawicieli rodziny Testudinidae, był roślinożerny. Prawdopodobnie, jak współczesne żółwie, w razie zagrożenia mógł schować swoje kończyny i głowę do pancerza.

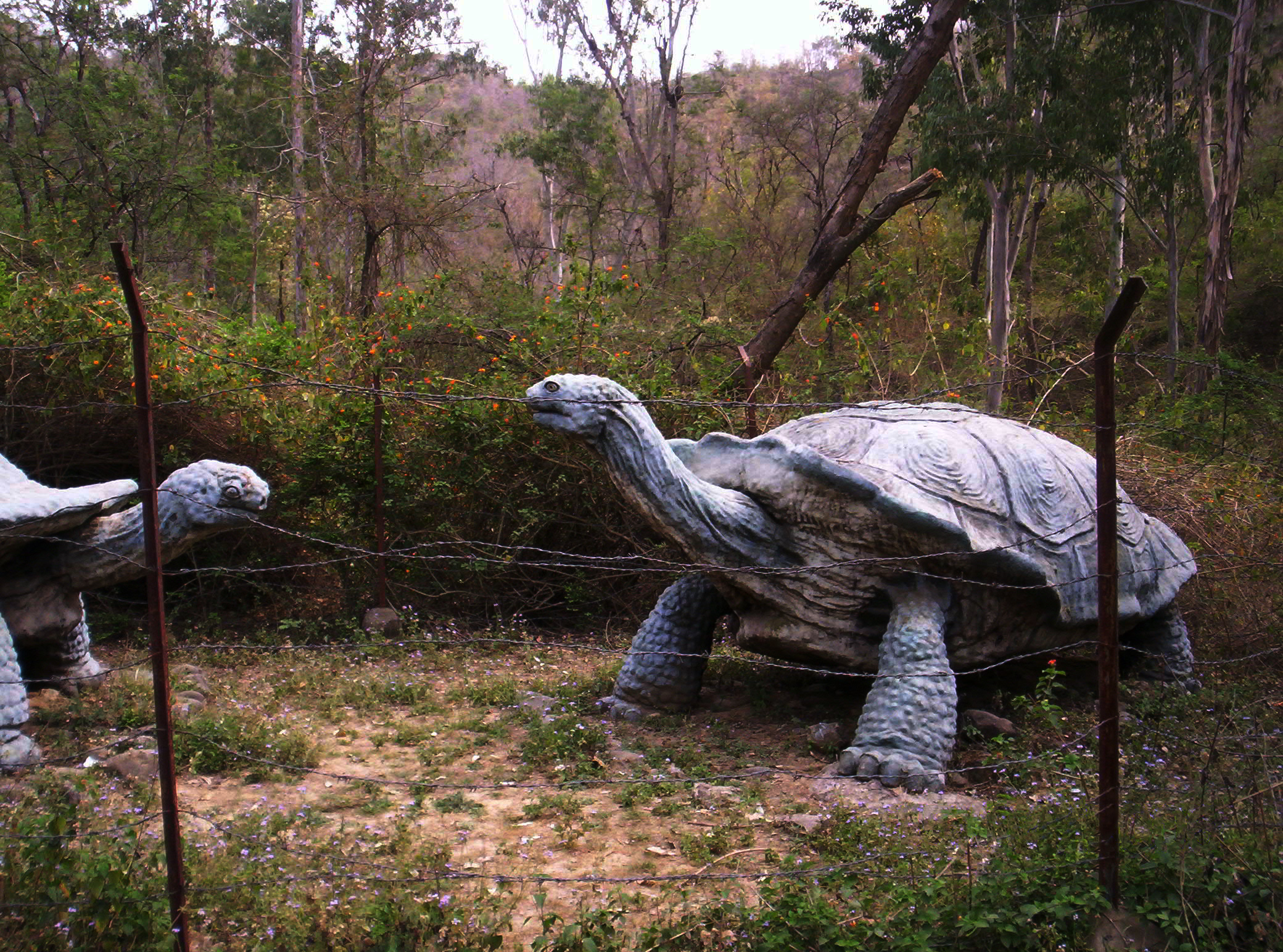
Rekonstrukcja żółwia